# Heliophobus totibrunnea
Heliophobus totibrunnea är en fjärilsart som beskrevs av Silbernagel 1943. Heliophobus totibrunnea ingår i släktet Heliophobus och familjen nattflyn. Inga underarter finns listade i Catalogue of Life.